# والا ۱۳۱
سیارک ۱۳۱ (به انگلیسی: 131 Vala) صد و سی و یکمین سیارک کشف شده‌است که در ۲۴ مه ۱۸۷۳ کشف شد.
قدر مطلق سیارک برابر ۱۰٫۰۳ است.